# Diecezja Cruz Alta
Diecezja Cruz Alta (łac. Dioecesis Crucis Altae) – diecezja Kościoła rzymskokatolickiego w Brazylii. Należy do metropolii Santa Maria wchodzi w skład regionu kościelnego Sul 3. Została erygowana przez papieża Pawła VI bullą Cum Christus w dniu 27 maja 1971.